# Peredmirka
Peredmirka (ukr. Передмірка) – wieś na Ukrainie, w obwodzie tarnopolskim, w rejonie krzemienieckim.
Przynależność administracyjna przed 1939 r.: gmina Łanowce, powiat krzemieniecki, województwo wołyńskie.